# Saison 2015-2016 de la LNH
Saison précédente Saison suivante
La saison 2015-2016 est la 98e saison de la Ligue nationale de hockey (LNH). La saison régulière voit 30 équipes jouer 82 matchs chacune. Les Penguins de Pittsburgh remportent la Coupe Stanley en battant en finale les Sharks de San José.

## Saison régulière
Le 25 juin 2015, la LNH annonce le calendrier de la saison 2015-2016. Elle débute le 7 octobre avec quatre matchs dont celui à domicile des champions en titre, les Blackhawks de Chicago, contre les Rangers de New York. Le Match des étoiles est programmé le dernier week-end de janvier à Nashville et la saison régulière prend fin le 10 avril 2016 pour laisser la place aux séries éliminatoires.

### Classements
Dans chaque association, les trois premières équipes de chaque division et les deux meilleures équipes restantes de l'association sont qualifiées pour les séries éliminatoires.

#### Association de l'Est
| Clt   | Équipe                 | PJ | V  | D  | DP | BP  | BC  | Pts |
| ----- | ---------------------- | -- | -- | -- | -- | --- | --- | --- |
| +001, | Panthers de la Floride | 82 | 47 | 26 | 9  | 239 | 203 | 103 |
| +002, | Lightning de Tampa Bay | 82 | 46 | 31 | 5  | 227 | 201 | 97  |
| +003, | Red Wings de Détroit   | 82 | 41 | 30 | 11 | 211 | 224 | 93  |

| Clt   | Équipe                 | PJ | V  | D  | DP | BP  | BC  | Pts |
| ----- | ---------------------- | -- | -- | -- | -- | --- | --- | --- |
| +001, | Capitals de Washington | 82 | 56 | 18 | 8  | 252 | 193 | 120 |
| +002, | Penguins de Pittsburgh | 82 | 48 | 26 | 8  | 245 | 203 | 104 |
| +003, | Rangers de New York    | 82 | 46 | 27 | 9  | 236 | 217 | 101 |

- Vainqueurs de division
- Qualifiés pour les séries

| Clt   | Équipe                    | Division       | PJ | V  | D  | DP | BP  | BC  | Pts |
| ----- | ------------------------- | -------------- | -- | -- | -- | -- | --- | --- | --- |
| +001, | Islanders de New York     | Métropolitaine | 82 | 45 | 27 | 10 | 232 | 216 | 100 |
| +002, | Flyers de Philadelphie    | Métropolitaine | 82 | 41 | 27 | 14 | 214 | 218 | 96  |
| +003, | Bruins de Boston          | Atlantique     | 82 | 42 | 31 | 9  | 240 | 230 | 93  |
| +004, | Hurricanes de la Caroline | Métropolitaine | 82 | 35 | 31 | 16 | 198 | 226 | 86  |
| +005, | Sénateurs d'Ottawa        | Atlantique     | 82 | 38 | 35 | 9  | 236 | 247 | 85  |
| +006, | Devils du New Jersey      | Métropolitaine | 82 | 38 | 36 | 8  | 184 | 208 | 84  |
| +007, | Canadiens de Montréal     | Atlantique     | 82 | 38 | 38 | 6  | 221 | 236 | 82  |
| +008, | Sabres de Buffalo         | Atlantique     | 82 | 35 | 36 | 11 | 201 | 222 | 81  |
| +009, | Blue Jackets de Columbus  | Métropolitaine | 82 | 34 | 40 | 8  | 219 | 252 | 76  |
| +010, | Maple Leafs de Toronto    | Atlantique     | 82 | 29 | 42 | 11 | 198 | 246 | 69  |

- Équipe repêchée en tant que 7e et 8e de l'Association

#### Association de l'Ouest
| Clt   | Équipe                | PJ | V  | D  | DP | BP  | BC  | Pts |
| ----- | --------------------- | -- | -- | -- | -- | --- | --- | --- |
| +001, | Stars de Dallas       | 82 | 50 | 23 | 9  | 267 | 230 | 109 |
| +002, | Blues de Saint-Louis  | 82 | 49 | 24 | 9  | 224 | 201 | 107 |
| +003, | Blackhawks de Chicago | 82 | 47 | 26 | 9  | 235 | 209 | 103 |

| Clt   | Équipe               | PJ | V  | D  | DP | BP  | BC  | Pts |
| ----- | -------------------- | -- | -- | -- | -- | --- | --- | --- |
| +001, | Ducks d'Anaheim      | 82 | 46 | 25 | 11 | 218 | 192 | 103 |
| +002, | Kings de Los Angeles | 82 | 48 | 28 | 6  | 225 | 195 | 102 |
| +003, | Sharks de San José   | 82 | 46 | 30 | 6  | 241 | 210 | 98  |

- Vainqueurs de division
- Qualifiés pour les séries

| Clt   | Équipe                 | Division  | PJ | V  | D  | DP | BP  | BC  | Pts |
| ----- | ---------------------- | --------- | -- | -- | -- | -- | --- | --- | --- |
| +001, | Predators de Nashville | Centrale  | 82 | 41 | 27 | 14 | 228 | 215 | 96  |
| +002, | Wild du Minnesota      | Centrale  | 82 | 38 | 33 | 11 | 216 | 206 | 87  |
| +003, | Avalanche du Colorado  | Centrale  | 82 | 39 | 39 | 4  | 216 | 240 | 82  |
| +004, | Coyotes de l'Arizona   | Pacifique | 82 | 35 | 39 | 8  | 209 | 245 | 78  |
| +005, | Jets de Winnipeg       | Centrale  | 82 | 35 | 39 | 8  | 215 | 239 | 78  |
| +006, | Flames de Calgary      | Pacifique | 82 | 35 | 40 | 7  | 231 | 260 | 77  |
| +007, | Canucks de Vancouver   | Pacifique | 82 | 31 | 38 | 13 | 191 | 243 | 75  |
| +008, | Oilers d'Edmonton      | Pacifique | 82 | 31 | 43 | 8  | 203 | 245 | 70  |

- Équipe repêchée en tant que 7e et 8e de l'Association

### Meilleurs pointeurs

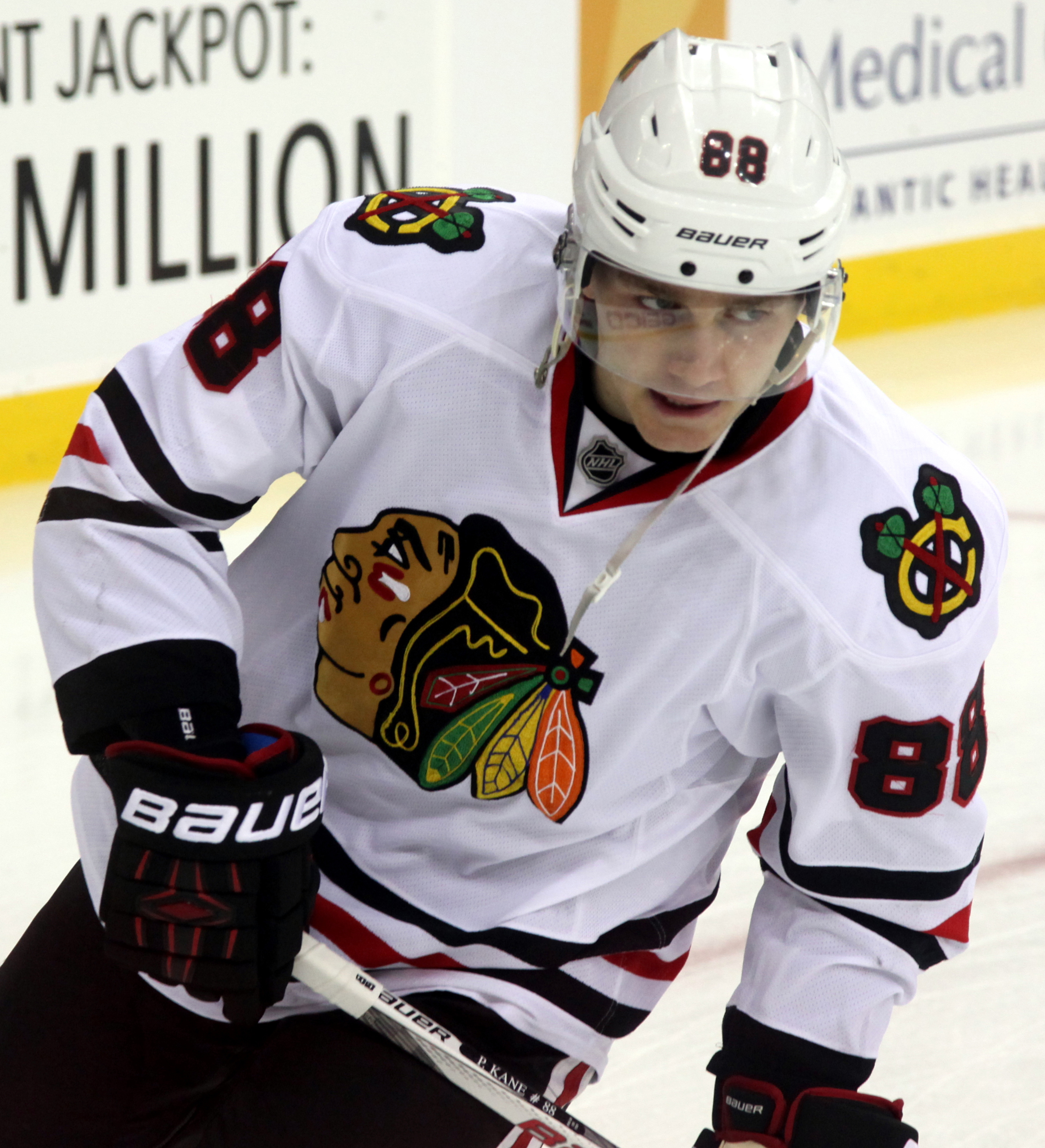
Patrick Kane, meilleur pointeur de la saison avec 106 points.

Patrick Kane des Blackhawks de Chicago finit meilleur pointeur de la saison régulière avec 106 points, soit 17 de plus que Jamie Benn des Stars de Dallas, qui finit deuxième. Pour la quatrième saison de suite, Aleksandr Ovetchkine des Capitals de Washington, est le meilleur buteur de la saison avec 50 buts bien qu'il ne soit pas dans les 10 meilleurs pointeurs de la ligue. Le défenseur des Sénateurs d'Ottawa Erik Karlsson est le meilleur passeur avec 66 mentions d'aides.
| Joueur              | Équipe                 | PJ | B  | A  | Pts | Pun | +/- |
| ------------------- | ---------------------- | -- | -- | -- | --- | --- | --- |
| Patrick Kane        | Blackhawks de Chicago  | 82 | 46 | 60 | 106 | 30  | +17 |
| Jamie Benn          | Stars de Dallas        | 82 | 41 | 48 | 89  | 64  | +7  |
| Sidney Crosby       | Penguins de Pittsburgh | 80 | 36 | 49 | 85  | 42  | +19 |
| Joe Thornton        | Sharks de San José     | 82 | 19 | 63 | 82  | 54  | +25 |
| Erik Karlsson       | Sénateurs d'Ottawa     | 82 | 16 | 66 | 82  | 50  | -2  |
| Joe Pavelski        | Sharks de San José     | 82 | 38 | 40 | 78  | 30  | +25 |
| Johnny Gaudreau     | Flames de Calgary      | 79 | 30 | 48 | 78  | 20  | +4  |
| Blake Wheeler       | Jets de Winnipeg       | 82 | 26 | 52 | 78  | 49  | +8  |
| Artemi Panarine     | Blackhawks de Chicago  | 80 | 30 | 47 | 77  | 32  | +8  |
| Ievgueni Kouznetsov | Capitals de Washington | 81 | 20 | 57 | 77  | 30  | +27 |

## Séries éliminatoires
Les trois meilleures équipes de chaque division sont qualifiées ainsi que les équipes classées aux 7e et 8e places de chaque association, sans distinction de division. La meilleure équipe de chaque association rencontre la 8e et la première équipe de l'autre division rencontre la 7e. Les équipes classées aux 2e et 3e places de chaque division se rencontrent dans la partie de tableau où se situe le champion de leur division. Toutes les séries sont jouées au meilleur des sept matchs. Les deux premiers matchs sont joués chez l'équipe la mieux classée à l'issue de la saison puis les deux suivants sont joués chez l'autre équipe. Si une cinquième, une sixième voire une septième rencontre sont nécessaires, elles sont jouées alternativement chez les deux équipes en commençant par la mieux classée.
|  | Quarts de finale d'association | Quarts de finale d'association | Quarts de finale d'association |             |            | Demi-finales d'association | Demi-finales d'association | Demi-finales d'association |  |    | Finales d'association | Finales d'association | Finales d'association |  |    | Finale de la Coupe Stanley | Finale de la Coupe Stanley | Finale de la Coupe Stanley |
|  |                                |                                |                                |             |            |                            |                            |                            |  |    |                       |                       |                       |  |    |                            |                            |                            |
|  | A1                             | Floride                        | 2                              |             |            |                            |                            |                            |  |    |                       |                       |                       |  |    |                            |                            |                            |
|  | ER                             | Islanders de New York          | 4                              |             |            |                            |                            |                            |  |    |                       |                       |                       |  |    |                            |                            |                            |
|  | ER                             | Islanders de New York          | 4                              |             | ER         | Islanders de New York      | 1                          |                            |  |    |                       |                       |                       |  |    |                            |                            |                            |
|  |                                |                                |                                |             | ER         | Islanders de New York      | 1                          |                            |  |    |                       |                       |                       |  |    |                            |                            |                            |
|  |                                |                                | A2                             | Tampa Bay   | 4          |                            |                            |                            |  |    |                       |                       |                       |  |    |                            |                            |                            |
|  | A2                             | Tampa Bay                      | A2                             | Tampa Bay   | 4          | 4                          |                            |                            |  |    |                       |                       |                       |  |    |                            |                            |                            |
|  | A2                             | Tampa Bay                      |                                |             |            | 4                          |                            |                            |  |    |                       |                       |                       |  |    |                            |                            |                            |
|  | A3                             | Détroit                        | 1                              |             |            |                            |                            |                            |  |    |                       |                       |                       |  |    |                            |                            |                            |
|  | A3                             | Détroit                        | 1                              |             |            |                            |                            |                            |  | A2 | Tampa Bay             | 3                     |                       |  |    |                            |                            |                            |
|  | Association de l'Est           |                                |                                |             |            |                            |                            |                            |  | A2 | Tampa Bay             | 3                     |                       |  |    |                            |                            |                            |
|  |                                | M2                             | Pittsburgh                     | 4           |            |                            |                            |                            |  |    |                       |                       |                       |  |    |                            |                            |                            |
|  | M1                             | M2                             | Pittsburgh                     | 4           | Washington | 4                          |                            |                            |  |    |                       |                       |                       |  |    |                            |                            |                            |
|  | M1                             |                                |                                |             | Washington | 4                          |                            |                            |  |    |                       |                       |                       |  |    |                            |                            |                            |
|  | ER                             | Philadelphie                   | 2                              |             |            |                            |                            |                            |  |    |                       |                       |                       |  |    |                            |                            |                            |
|  | ER                             | Philadelphie                   | 2                              |             | M1         | Washington                 | 2                          |                            |  |    |                       |                       |                       |  |    |                            |                            |                            |
|  |                                |                                |                                |             | M1         | Washington                 | 2                          |                            |  |    |                       |                       |                       |  |    |                            |                            |                            |
|  |                                |                                | M2                             | Pittsburgh  | 4          |                            |                            |                            |  |    |                       |                       |                       |  |    |                            |                            |                            |
|  | M2                             | Pittsburgh                     | M2                             | Pittsburgh  | 4          | 4                          |                            |                            |  |    |                       |                       |                       |  |    |                            |                            |                            |
|  | M2                             | Pittsburgh                     |                                |             |            | 4                          |                            |                            |  |    |                       |                       |                       |  |    |                            |                            |                            |
|  | M3                             | Rangers de New York            | 1                              |             |            |                            |                            |                            |  |    |                       |                       |                       |  |    |                            |                            |                            |
|  | M3                             | Rangers de New York            | 1                              |             |            |                            |                            |                            |  |    |                       |                       |                       |  | M2 | Pittsburgh                 | 4                          |                            |
|  |                                |                                |                                |             |            |                            |                            |                            |  |    |                       |                       |                       |  | M2 | Pittsburgh                 | 4                          |                            |
|  |                                | P3                             | San José                       | 2           |            |                            |                            |                            |  |    |                       |                       |                       |  |    |                            |                            |                            |
|  | C1                             | P3                             | San José                       | 2           | Dallas     | 4                          |                            |                            |  |    |                       |                       |                       |  |    |                            |                            |                            |
|  | C1                             |                                |                                |             | Dallas     | 4                          |                            |                            |  |    |                       |                       |                       |  |    |                            |                            |                            |
|  | ER                             | Minnesota                      | 2                              |             |            |                            |                            |                            |  |    |                       |                       |                       |  |    |                            |                            |                            |
|  | ER                             | Minnesota                      | 2                              |             | C1         | Dallas                     | 3                          |                            |  |    |                       |                       |                       |  |    |                            |                            |                            |
|  |                                |                                |                                |             | C1         | Dallas                     | 3                          |                            |  |    |                       |                       |                       |  |    |                            |                            |                            |
|  |                                |                                | C2                             | Saint-Louis | 4          |                            |                            |                            |  |    |                       |                       |                       |  |    |                            |                            |                            |
|  | C2                             | Saint-Louis                    | C2                             | Saint-Louis | 4          | 4                          |                            |                            |  |    |                       |                       |                       |  |    |                            |                            |                            |
|  | C2                             | Saint-Louis                    |                                |             |            | 4                          |                            |                            |  |    |                       |                       |                       |  |    |                            |                            |                            |
|  | C3                             | Chicago                        | 3                              |             |            |                            |                            |                            |  |    |                       |                       |                       |  |    |                            |                            |                            |
|  | C3                             | Chicago                        | 3                              |             |            |                            |                            |                            |  | C2 | Saint-Louis           | 2                     |                       |  |    |                            |                            |                            |
|  | Association de l'Ouest         |                                |                                |             |            |                            |                            |                            |  | C2 | Saint-Louis           | 2                     |                       |  |    |                            |                            |                            |
|  |                                | P3                             | San José                       | 4           |            |                            |                            |                            |  |    |                       |                       |                       |  |    |                            |                            |                            |
|  | P1                             | P3                             | San José                       | 4           | Anaheim    | 3                          |                            |                            |  |    |                       |                       |                       |  |    |                            |                            |                            |
|  | P1                             |                                |                                |             | Anaheim    | 3                          |                            |                            |  |    |                       |                       |                       |  |    |                            |                            |                            |
|  | ER                             | Nashville                      | 4                              |             |            |                            |                            |                            |  |    |                       |                       |                       |  |    |                            |                            |                            |
|  | ER                             | Nashville                      | 4                              |             | ER         | Nashville                  | 3                          |                            |  |    |                       |                       |                       |  |    |                            |                            |                            |
|  |                                |                                |                                |             | ER         | Nashville                  | 3                          |                            |  |    |                       |                       |                       |  |    |                            |                            |                            |
|  |                                |                                | P3                             | San José    | 4          |                            |                            |                            |  |    |                       |                       |                       |  |    |                            |                            |                            |
|  | P2                             | Los Angeles                    | P3                             | San José    | 4          | 1                          |                            |                            |  |    |                       |                       |                       |  |    |                            |                            |                            |
|  | P2                             | Los Angeles                    |                                |             |            | 1                          |                            |                            |  |    |                       |                       |                       |  |    |                            |                            |                            |
|  | P3                             | San José                       | 4                              |             |            |                            |                            |                            |  |    |                       |                       |                       |  |    |                            |                            |                            |

## Récompenses

### Trophées
| Trophée | Vainqueur                                  |
| --- | ------------------------------------------ |
| Trophée William-M.-Jennings Gardiens de l'équipe ayant accordé le moins de buts                                                        | John Gibson et Frederik Andersen (Anaheim) |
| Trophée Maurice-Richard Meilleur buteur de la saison                                                                                   | Aleksandr Ovetchkine (Washington)          |
| Trophée Art-Ross Meilleur pointeur de la saison                                                                                        | Patrick Kane (Chicago)                     |
| Trophée Lady Byng Joueur avec le meilleur esprit sportif                                                                               | Anže Kopitar (Los Angeles)                 |
| Trophée Calder Meilleur joueur recrue                                                                                                  | Artemi Panarine (Chicago)                  |
| Trophée Frank-J.-Selke Meilleur attaquant défensif                                                                                     | Anže Kopitar (Los Angeles)                 |
| Trophée Vézina Meilleur gardien de but                                                                                                 | Braden Holtby (Washington)                 |
| Trophée James-Norris Meilleur défenseur                                                                                                | Drew Doughty (Los Angeles)                 |
| Trophée Mark-Messier Joueur au plus grand leadership                                                                                   | Shea Weber (Nashville)                     |
| Trophée Bill-Masterton Joueur avec le plus de qualités de persévérance et d'esprit d'équipe                                            | Jaromír Jágr (Floride)                     |
| Trophée Hart Meilleur joueur selon les journalistes                                                                                    | Patrick Kane (Chicago)                     |
| Trophée de la Fondation de la LNH Joueur qui applique les valeurs principales du hockey pour enrichir la vie des gens de sa communauté | Mark Giordano (Calgary)                    |
| Trophée Ted-Lindsay Meilleur joueur selon les joueurs                                                                                  | Patrick Kane (Chicago)                     |
| Trophée Jack-Adams Meilleur entraîneur                                                                                                 | Barry Trotz (Washington)                   |
| Trophée du directeur général de l'année de la LNH Meilleur directeur général                                                           | Jim Rutherford (Pittsburgh)                |
| Trophée Conn-Smythe Meilleur joueur des séries                                                                                         | Sidney Crosby (Pittsburgh)                 |
| Trophée King-Clancy Contribution à la communauté                                                                                       | Henrik Sedin (Vancouver)                   |
| Trophée Lester-Patrick Services rendus au hockey aux États-Unis                                                                        | aucun                                      |

| Trophée                                                                                         | Équipe                 |
| ----------------------------------------------------------------------------------------------- | ---------------------- |
| Trophée des présidents Équipe de la saison régulière avec le plus de points                     | Capitals de Washington |
| Trophée Prince de Galles Vainqueur de la finale de l'association de l'Est lors des séries       | Penguins de Pittsburgh |
| Trophée Clarence-S.-Campbell Vainqueur de la finale de l'association de l'Ouest lors des séries | Sharks de San José     |
| Coupe Stanley Vainqueur des séries                                                              | Penguins de Pittsburgh |

### Équipes d'étoiles
| Position       | Joueur        | Équipe                 |
| -------------- | ------------- | ---------------------- |
| Gardien de but | Braden Holtby | Capitals de Washington |
| Défenseur      | Erik Karlsson | Sénateurs d'Ottawa     |
| Défenseur      | Drew Doughty  | Kings de Los Angeles   |
| Ailier gauche  | Jamie Benn    | Stars de Dallas        |
| Centre         | Sidney Crosby | Penguins de Pittsburgh |
| Ailier droit   | Patrick Kane  | Blackhawks de Chicago  |

| Position       | Joueur               | Équipe                 |
| -------------- | -------------------- | ---------------------- |
| Gardien de but | Benjamin Bishop      | Lightning de Tampa Bay |
| Défenseur      | Kristopher Letang    | Penguins de Pittsburgh |
| Défenseur      | Brent Burns          | Sharks de San José     |
| Ailier gauche  | Aleksandr Ovetchkine | Capitals de Washington |
| Centre         | Joe Thornton         | Sharks de San José     |
| Ailier droit   | Vladimir Tarassenko  | Blues de Saint-Louis   |

| Position       | Joueur              | Équipe                 |
| -------------- | ------------------- | ---------------------- |
| Gardien de but | John Gibson         | Ducks d'Anaheim        |
| Défenseur      | Shayne Gostisbehere | Flyers de Philadelphie |
| Défenseur      | Colton Parayko      | Blues de Saint-Louis   |
| Attaquant      | Artemi Panarine     | Blackhawks de Chicago  |
| Attaquant      | Connor McDavid      | Oilers d'Edmonton      |
| Attaquant      | Jack Eichel         | Sabres de Buffalo      |